# In odium fidei
In odium fidei is een Latijnse uitdrukking die kan worden vertaald als "in haat van het geloof", meer bepaald van het katholieke geloof.
Deze uitdrukking wordt gebruikt door de Katholieke Kerk als een van de redenen voor een mogelijke zaligverklaring, wanneer een van de volgelingen, of het nu om een geestelijke of leek gaat, vermoord werd omwille van zijn religie.